# Omessa
Omessa ist eine französische Gemeinde mit 599 Einwohnern (Stand 1. Januar 2022) im Département Haute-Corse auf der Insel Korsika. Sie gehört zum Arrondissement Corte und zum Kanton Golo-Morosaglia.

## Geographie
Zur Gemeindegemarkung gehört der Weiler Francardo am Fluss Golo.
Nachbargemeinden sind Saliceto und San-Lorenzo im Nordosten, Lano im Osten, Tralonca im Süden, Soveria im Südwesten, Castirla im Westen und Prato-di-Giovellina im Nordwesten.

## Bevölkerungsentwicklung
| 1962 | 1968 | 1975 | 1982 | 1990 | 1999 | 2006 | 2011 |
| ---- | ---- | ---- | ---- | ---- | ---- | ---- | ---- |
| 690  | 634  | 634  | 509  | 517  | 537  | 570  | 552  |

## Verkehr

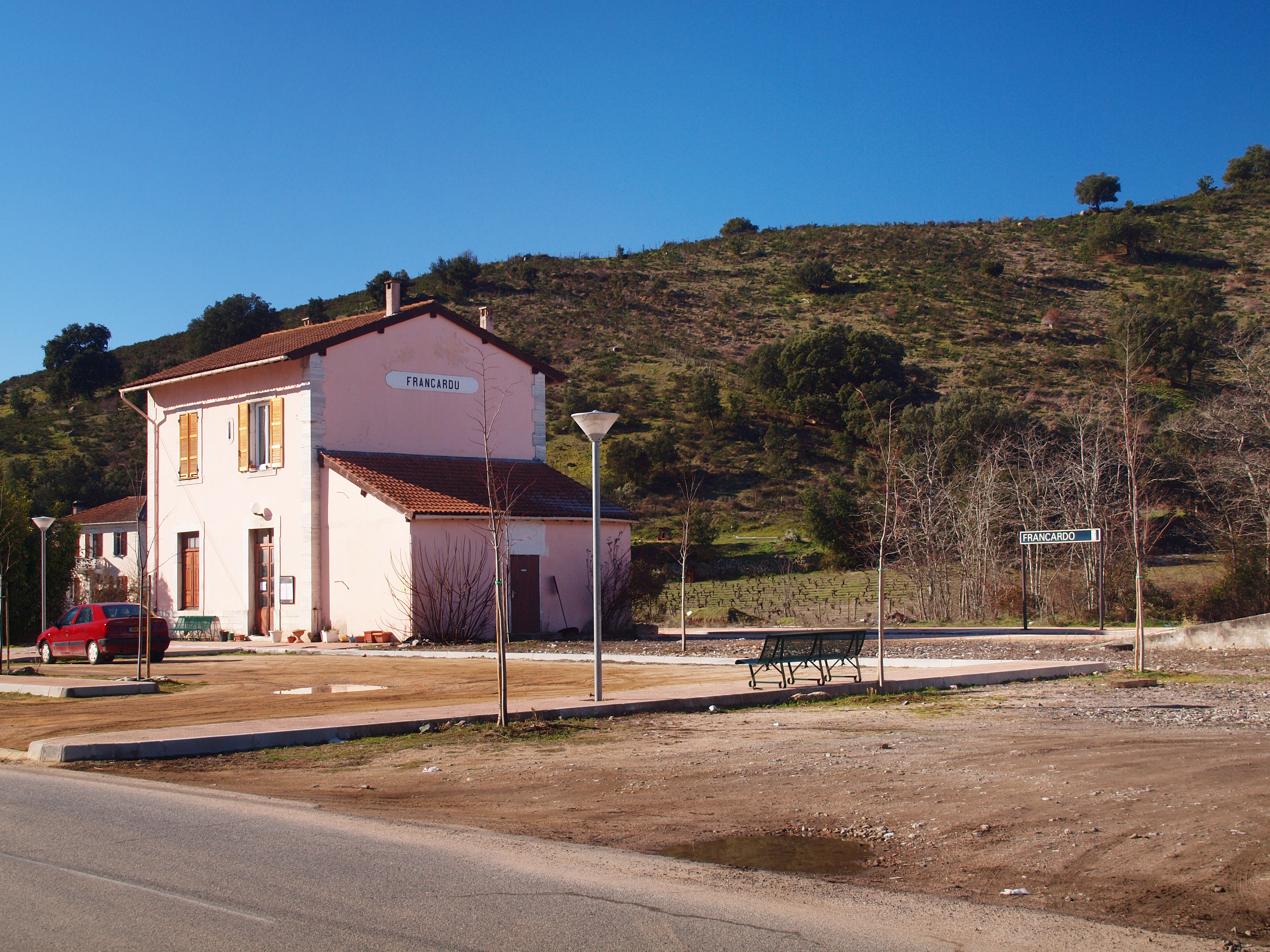
Bahnhof von Francardo

Die Gemeinde liegt an der Bahnstrecke Bastia–Ajaccio. In Francardo liegt ein Bahnhof, von dem durchgehende Zugverbindungen nach Bastia, Ajaccio und Calvi bestehen.